# Ёсикава, Хироси
Хироси Ёсикава (яп. 吉川 洋, англ. Yoshikawa Hiroshi; род. 30 июня 1951 года, Токио, Япония) — японский экономист, профессор Токийского университета. Президент Японской экономической ассоциации (2002—2003).

## Биография
Хироси в 1970 году окончил среднюю школу.
В 1974 году получил степень бакалавра в Токийском университете, а в 1978 году получил докторскую степень в Йельском университете.
Преподавательскую деятельность начала в качестве доцента университета в Олбани (Государственный университет Нью-Йорка) в периоде 1978—1982 гг.
Затем как доцент Института социальных и экономических исследований Осакского университета (1982—1988).
В период 1988—1993 гг. доцент, а с 1993 года профессор кафедры экономики Токийского университета.
Параллельно читал лекции в качестве сотрудника колледжа Святого Антония Оксфордского университета в 1991 году, а в 1995 году как приглашенный исследователь кафедры экономики университета Сиены.
В настоящий момент Хироси является:
- членом Совета экономической и налоговой политики Кабинета Министров правительства Японии с 2001 года
- профессором с 1996 года, а с 2009 года директором Высшей школы экономики Токийского университета
- членом с 2002 года, а в период 2002—2003 годов президентом Японской экономической ассоциации.

## Основные идеи
Хироси отмечает, что причина стагнации в Японии — дефляция, которая вызвана в свою очередь застоем уровня зарплаты, и таким образом надо поднять уровень зарплаты в стране,
утверждая, что для стимулирования экономического роста такой инструмент как снижение процентной ставки ЦБ Японии не работает, так как процентная ставка находится на самом дне, таким образом, остается наиболее действенный инструмент — это уровень зарплаты.
Выявил, что текущий уровень зарплаты находится на низком уровне, так как после кризиса 1997/98 годов было принято решение (благодаря профсоюзам), чтобы избежать увольнения, уменьшить всем уровень зарплаты, что повлекло порочный цикл дефляции.
Подмечает, что в последнее время менталитет японцев изменился с инновационного на консервативный. На первом месте ставится безопасность, в связи с чем, технологические новшества не принимаются. Более того население Японии сильно стареет. Отмечается нехватка энергоресурсов.
В связи со старением населения предлагает использовать возможности создания новых продуктов и услуг в сфере удовлетворения медицинских и социальной помощи населения.
Хироси является соавтором модели Аоки — Ёсикава, которая имитирует наблюдаемое распределение производительности труда, зависящей от совокупного спроса. Когда совокупный спрос растет, больше людей работает у фирм с более высокой производительностью, таким образом уровень безработицы снижается, что соответствует микро-основанию Кейнсианского принципа эффективного спроса.
Хироси корректирует Закон Энгеля, утверждая, что насыщения спроса бывает не только продуктами питания по мере роста дохода, но товарами длительного пользования, что является существенным ограничением экономического роста, другим фактором ограничения роста отмечает неравенство доходов в обществе, оцененное коэффициентом Джини.
Хироси в своих работах доказывает, что корреляции между совокупными потребительскими ценами и денежной массы не существует. Основные факторы, влияющие на потребительские цены, является зависимость от экономической активности в части обменного курса и ценами на сырьё (нефтью). Бороться с дефляцией с помощью увеличения денежной массы сложно.

## Награды
Заслуги Хироси были отмечены неоднократно:
- 1984 — премия Никкей от газеты Нихон кэйдзай симбун за книгу по экономической науки — «Macroeconomics», (in Japanese) Tokyo: The University of Tokyo Press, 1984
- 1984 — премия Сантори
- 1993 — премия газеты Майнити симбун лучшему экономисту
- 1999 — премия Фонда Национального банка науки и исследований
- 2000 — премия газеты Ёмиури симбун
- 2002 — премия The Bank of Tokyo-Mitsubishi UFJ от Нью-Йоркского университета за книгу «Reconstructing Macroeconomics»
- 2010 — медаль почета с пурпурной лентой.